# 田集街道
田集街道，是中华人民共和国安徽省淮南市潘集区下辖的一个乡镇级行政单位。

## 行政区划
田集街道下辖以下地区：
菊苑社区、荷苑社区、碧海社区、矿北社区、桃苑社区、白云社区、李圩社区、芦范社区、潘庄社区、秦庄社区、杨集社区、转塘社区、田集社区、刘龙社区、刘庙社区、杨圩社区、南圩社区、刘圩社区、吴湖社区、朱圩社区、杨田社区和瓜园社区。